# John Murphy (político)
John Murphy (Columbia, Carolina del Norte; 1786-Condado de Clarke, Alabama; 21 de septiembre de 1841) fue un abogado y político estadounidense, 4.º gobernador demócrata del estado de Alabama. Ocupó el cargo durante dos mandatos entre 1825 y 1829.

## Biografía
Nacido en 1786 en Columbia, Carolina del Norte, también representó a Alabama en la Cámara de Representantes de los Estados Unidos desde 1833 hasta 1839.
Bajo la fecha de 2 de abril de 1834, John Quincy Adams escribe en su diario que el congresal James Blair «se disparó la tarde de ayer en su alojamiento... luego de leer parte de una afectiva carta de su esposa, al gobernador Murphy, de Alabama, quien estaba solo en la cámara con él, y un inquilino en la misma casa».
Murphy murió en 1841 en el Condado de Clarke, Alabama.